# Christel Rode

Christel Rode (r.) mit Ernst Kaufmann

Christel Rode war ein deutscher Bahnradsportler.
1904 wurde Christel Rode deutscher Meister im Sprint der Amateure. 1911 wurde er bei den inoffiziellen Bahnweltmeisterschaften des Bundes Deutscher Radfahrer in Dresden „Weltmeister“ in dieser Disziplin. 1913 errang er ein zweites Mal den nationalen Titel. Im selben Jahr wurde er bei den Bahn-Weltmeisterschaften in Berlin Dritter im Sprint der Amateure und belegte beim renommierten Sprint-Klassiker Grand Prix de Paris Rang zwei hinter dem Weltmeister William Bailey.